# NGC 3749
NGC 3749 ist eine Spiralgalaxie vom Hubble-Typ Sa im Sternbild Zentaur, die im New General Catalogue verzeichnet ist. Sie ist schätzungsweise 112 Millionen Lichtjahre von der Milchstraße entfernt.
Das Objekt wurde von dem Astronomen John Herschel am 21. April 1835 mithilfe seines 18,7-Zoll-Spiegelteleskops entdeckt.